# Marlene Denningmann
Marlene Denningmann ist eine deutsche Videokünstlerin und Filmemacherin.

## Ausbildung
Marlene Denningmann studierte an der Hochschule für bildende Künste in Hamburg bei Jeanne Faust und Robert Bramkamp. Sie schloss 2014 ihr Studium mit einem Diplom in den Schwerpunkten Zeitbezogene Medien und Film an der Hochschule für bildende Künste Hamburg ab. Ihr Diplomfilm Eine Liebeserklärung wird im entscheidenden Moment Wunder wirken wurde bei den Internationalen Kurzfilmtagen Oberhausen im Deutschen Wettbewerb uraufgeführt. Ihre Videoarbeit Dresscode Uniform war 2020 für den Golden Cube der Ausstellung Monitoring des Kasseler Dokumentarfilm- und Videofest nominiert.

## Werk
- 2011: Interview #3 (Kurzfilm mit Sebastian Urzendowsky)
- 2014: Eine Liebeserklärung wird im entscheidenden Moment Wunder wirken (Kurzfilm)
- 2016: Wunschkonzert (Kurzfilm)
- 2019: Eine gewisse Liebe zur Symmetrie (Footagefilm)
- 2019: Dresscode Uniform (Mehr-Kanal-Installation)

## Preise und Auszeichnungen
- 2015: Arbeitsstipendium für Bildende Kunst der Stadt Hamburg
- 2016: DAAD Reisestipendium für Postgraduierte
- 2016: Recherchestipendium Bildende Kunst des Berliner Senat
- 2020: Golden Cube (Nominierung) des Kasseler Dokumentarfilm- und Videofest
- 2021: Stipendium des Berliner Senats für Filmemacherinnen